# American Philatelic Society

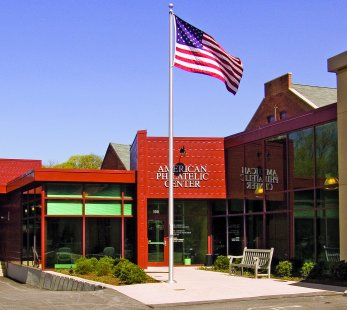
Sede de la Sociedad Filatélica Estadounidense en Bellefonte, Pensilvania.

La Sociedad Filatélica Estadounidense (American Philatelic Society, APS) es una federación dedicada a la filatelia en Estados Unidos. Se trata de la más grande de las asociaciones filatélicas del mundo con 44 000 miembros (2005) en 110 países, incluyendo comerciantes filatélicos y 700 clubes locales. Además 200 sociedades especializadas están afiliadas a la APS. Su sede tradicional estuvo en Bellefonte (Pensilvania) aunque recientemente se trasladó a State College (Pensilvania).
La APS se fundó el 13 de septiembre de 1886 en Nueva York con el nombre de Asociación Filatélica Estadounidense (American Philatelic Association). Su primer presidente fue John K. Tiffany y representaba a unos 400 filatelistas miembros de la APS. Durante unos pocos meses de 1897 cambió por primera vez su nombre por el actual, nombre que haría definitivo en 1908. En 1940 tenía 4.000 miembros, entre ellos el presidente de los Estados Unidos Franklin Delano Roosevelt y su secretario del Interior Harold L. Ickes. La APS es la representante de Estados Unidos en la Federación Internacional de Filatelia desde 1947.

## Servicios
- The American Philatelist - revista mensual
- StampStore - compra en línea de sellos
- Circuito de venta por correo
- American Philatelic Research Library, la biblioteca de la APS
- Seguro para colecciones de sellos
- American Philatelic Expertizing Service, servicio de especialización filatélico
- Acreditación de jueces para exhibiciones filatélicas